# Прогрессивная партия (Исландия)
Прогрессивная партия (исл. Framsóknarflokkurinn) — либеральная партия в Исландии, ориентированная на фермерство и средние слои.

## История
Партия была основана в 1916, и в течение большей части XX века являлась второй по величине политической силой Исландии после Партии независимости, неоднократно входя в коалиционные правительства и возглавляя их, однако к концу века снизила своё влияние и в 1995—2007 входила в правительственную коалицию с ПН. На выборах 2007 года партия получила всего 7 мест в альтинге и оказалась в оппозиции, а после выборов 2009 года имеет 9 мест и поддерживала левоцентристскую коалицию Социал-демократического альянса и Лево-зелёного движения, не входя в правящую коалицию.
На парламентских выборах в апреле 2013 года партия оказалась в лидерах и вновь сформировала коалицию в Партией независимости, но к 2016 году растеряла поддержку, в том числе из-за офшорного скандала.

## Организационная структура
Прогрессивная партия состоит из секций (aðildarfélög). Высший орган — съезд (flokksþing), между съездами — национальное правление (landsstjórn). 
Секции
Секции соответствуют дружинам (муниципалитетам). В случае если в дружине действует несколько секций то они вместе образуют районную федерацию (kjördæmissambönd). Высший орган секции — общее собрание секции (aðalfund), между общими собраниями — прав.

## Председатели партии
- Оулавюр Брием, 1916—1920
- Свейн Оулафссон, 1920—1922
- Торлейвюр Йоунссон, 1922—1928
- Триггви Тоурхальссон, 1928—1932
- Аусгейр Аусгейрссон, 1932—1933
- Сигюрдюр Кристинссон, 1933—1934
- Йоунас Йоунссон, 1934—1944
- Херманн Йоунассон, 1944—1962
- Эйнстейн Йоунссон, 1962—1968
- Оулавюр Йоуханнессон, 1968—1979
- Стейнгримюр Херманнссон, 1979—1994
- Халльдоур Аусгримссон, 1994—2006
- Йоун Сигюрдссон, 2006—2007
- Гюдни Аугустссон, 2007—2008
- Вальгердюр Сверрисдоуттир, 2008—2009
- Сигмюндюр Давид Гюннлёйгссон, 2009-2016
- Сигюрдюр Инги Йоуханнссон, с 2016

## Премьер-министрыот партии
- Триггви Тоурхальссон, 1927—1932
- Аусгейр Аусгейрссон, 1932—1934
- Херманн Йоунассон, 1934—1942 и 1956—1958
- Стейнгримюр Стейнтоурссон, 1950—1953
- Оулавюр Йоуханнессон, 1971—1974 и 1978—1979
- Стейнгримюр Херманнссон, 1983—1987 и 1988—1991
- Халльдоур Аусгримссон, 2004—2006
- Сигмюндюр Давид Гюннлёйгссон, 2013—2016
- Сигюрдюр Инги Йоуханнссон, 2016